# Piotr Dzięgielewski
Piotr Dzięgielewski (ur. 21 sierpnia 1966) – polski wojskowy, generał brygady, Szef Inspektoratu Wojskowej Służby Zdrowia.

## Edukacja
Ukończył studia na Wydziale Lekarskim Wojskowej Akademii Medycznej w Łodzi, a następnie studia podyplomowe w Akademii Medycznej w Bydgoszczy, w Wyższej Szkole Środowiska w Bydgoszczy oraz na Uniwersytecie Warszawskim.

## Przebieg służby
Od 1993 do 1995 pełnił służbę w jednostkach wojskowych 2 Korpusu Obrony Powietrznej, gdzie był lekarzem ambulatorium i kierownikiem ambulatorium. Następnie na stanowisku w Szefostwie Służby Zdrowia tego korpusu.
Od 2002 do 2004 przebywał na stanowisku zastępcy szefa Służby Zdrowia Wojsk Lotniczych i Obrony Powietrznej, potem zastępcy szefa Służby Zdrowia Sił Powietrznych w Warszawie. 
Od 2006 do 2009 był komendantem Wojskowego Ośrodka Medycyny Prewencyjnej. Od 2 listopada 2010 roku zajmuje stanowisko szefa Inspektoratu Wojskowej Służby Zdrowia – szefa Służby Zdrowia Wojska Polskiego. 1 kwietnia 2015 roku zostaje (w wyniku zmiany IWSZdr na DWSZdr) Dyrektorem Departamentu Służby Zdrowia. Stanowisko to opuszcza 1 listopada 2015 roku.
Po zwolnieniu z zawodowej służby wojskowej jest zastępcą dyrektora Departamentu Wojskowej Służby Zdrowia

### Awanse
15 sierpnia 2013 został mianowany na stopień generała brygady.